# Lijst van onderkoningen van Napels
Lijst van onderkoningen van Napels (1503-1734)

## Spaanse onderkoningen (1503-1707)
- 1503 Gonzalo Fernández de Córdoba
- 1507 Johan II van Ribagorça ook Johan van Aragon genaamd
- 1509 Ramón Folch van Cardona
- 1522 Karel van Lannoy
- 1524 Andrea Carafa, graaf van S. Severina (waarnemend)
- 1527 Hugo de Moncada
- 1528 Filibert van Chalon-Oranje
- 1530 Pompeo Colonna
- 1532 Pedro Álvarez de Toledo, markies van Villafranca
- 1553 Kardinaal Pedro Pacheco
- 1555 Bernardo van Mendoza
- 1556 Fernando Álvarez de Toledo, hertog van Alva
- 1558 Federico Álvarez de Toledo
- 1559 Pedro Afan o Perafan van Ribera, hertog van Alcala
- 1571 Kardinaal Antonio Perrenot de Granvelle
- 1575 Hinigo Lopez van Mendoza
- 1579 Jan van Zuniga (1)
- 1582 Pedro Giron, hertog van Ossuna
- 1586 Jan van Zuniga, graaf van Miranda (2)
- 1595 Enriquez de Guzman, graaf van Olivares
- 1599 Fernando Ruiz de Castro, graaf van Lemos
- 1603 Juan Alfonso Pimentel van Herrera
- 1610 Pedro Fernando de Castro
- 1616 Pedro Giron, hertog van Ossuna
- 1620 Kardinaal Gaspar Velazquez van Borgia
- 1620 Kardinaal Antonio Zapata
- 1622 Antonio Álvarez van Toledo en Beaumont, hertog van Alva
- 1629 Ferndinand van Ribeira, hertog van Alcala
- 1631 Manuel de Guzman, graaf van Monterey
- 1637 Ramiro Felipe Guzman, hertog van Medinaceli
- 1643 Juan Alfonso Enriquez de Cabrera, hertog van Medina de Rioseca
- 1646 Rodrigo Ponce de Leon, hertog van Arcos
- 1648 Johan van Oostenrijk
- 1648 Inigo Velez van Guevara
- 1653 Garcia van Avelaneda, graaf van Castrillo
- 1659 Gaspar de Bracamonte y Guzman, derde graaf van Peñaranda
- 1664 Kardinaal Pascal van Aragon
- 1665 Peter Anton van Aragon
- 1671 Frederik van Toledo, markies van Villafranca
- 1672 Antonio Alvares
- 1675 Fernando Fajardo y Álvarez de Toledo, zesde markies van Los Vélez
- 1683 Gasparo de Haro
- 1687 Francesco Benavides
- 1695 Luis Francisco van La Cerda, hertog van Medinaceli
- 1702-1707 Juan Manuel Fernández Pacheco van Acuña, hertog van Escalona, markies van Villena

## Oostenrijkse onderkoningen (1707-1734)
- 1707 Georg Adam von Martinitz
- 1707-1708 Wirich von Daun
- 1708-1710 Vincenzo Grimani
- 1710-1713 Carlo Borromeo Arese
- 1713-1719 Wirich von Daun, prins van Teano
- 1719-1721 Wolfgang Hannibal von Schrattenbach
- 1721-1722 Marcantonio Borghese, prins van Sulmona
- 1722-1728 Michael Friedrich von Althann
- 1728 Joaquín Fernández de Portocarrero y Mendoza
- 1728-1733 Aloys Thomas Raimund von Harrach
- 1733-1734 Giulio Visconti Borromeo Arese